# Bjerringbro-Silkeborg
El Bjerringbro-Silkeborg es un equipo de balonmano de la localidad danesa de Silkeborg. Actualmente milita en la Primera División de la HåndboldLigaen. Este equipo se fundó en 2005 al fusionarse dos clubes, el Bjerringbro FH y el Silkeborg-Voel KFUM.

## Palmarés
- Liga danesa de balonmano
  - Campeón: 2015/16
- Copa de Dinamarca
  - Subcampeón: 2010 y 2014

## Plantilla 2024-25
|  | Porteros - 01 Mikkel Løvkvist - 12 Kasper Larsen - 16 Anton Hellberg Extremos izquierdos - 17 August Fridén - 23 Mads Emil Lenbroch Extremos derechos - 03 Victor Ilsøe - 04 Patrick Boldsen Pivots - 02 Benjamin Jakobsen - 14 Alexander Lynggaard - 19 René Toft Hansen - 22 Anders Zachariassen | Laterales izquierdos - 32 Nikolaj Læsø - 97 Magnus Rahbek Sand Centrales - 09 Guðmundur Bragi Ástþórsson - 11 Rasmus Lauge - 34 Morten Olsen Laterales derechos - 07 Nikolaj Øris Nielsen - 13 Lasse Sunde Lid - 21 Gustav Bundgaard - 26 Peter Balling |